# Fabryka (województwo wielkopolskie)
Fabryka – osada leśna w Polsce położona w województwie wielkopolskim, w powiecie ostrowskim, w gminie Ostrów Wielkopolski. 
Jest częścią wsi Łąkociny.
W latach 1975–1998 miejscowość należała administracyjnie do województwa kaliskiego.